# Knudedyb
Knudedyb är en tidvattenkanal i Vadehavet i sydvästra Danmark. Den ligger i Region Syddanmark.
Under en tidvattensperiod strömmar omkring 900 miljoner m3 vatten in och ut genom de fyra tidvattenkanalerna Grådyb, Knudedyb, Juvre Dyb och Listerdyb mellan öarna i Vadehavet.